# ابراهیم حسن‌بیگوف
ابراهیم حسن‌بیگوف (روسی: Ибрагим Гасанбекович Гасанбеков؛ ۲۵ اکتبر ۱۹۶۹ – ۳ ژوئیهٔ ۱۹۹۹) بازیکن فوتبال اهل جمهوری آذربایجان بود.
از باشگاه‌هایی که در آن بازی کرده‌است می‌توان به باشگاه فوتبال آنژی مخاچ‌قلعه اشاره کرد.
وی همچنین در تیم ملی فوتبال جمهوری آذربایجان بازی کرده‌است.